# Aponogeton natalensis
Aponogeton natalensis är en enhjärtbladig växtart som beskrevs av Daniel Oliver. Aponogeton natalensis ingår i släktet Aponogeton och familjen Aponogetonaceae. IUCN kategoriserar arten globalt som livskraftig. Inga underarter finns listade.